# Meijin 1978
Il Meijin 1978 è stata la terza edizione del torneo goistico giapponese Meijin.

## Qualificazioni
|  | Quarti di finale   | Quarti di finale   | Quarti di finale |                 |                 | Semifinali      | Semifinali | Semifinali |  |  | Finale | Finale | Finale |  |
|  |                    |                    |                  |                 |                 |                 |            |            |  |  |        |        |        |  |
|  | Norio Kudo         | Norio Kudo         | 1                |                 |                 |                 |            |            |  |  |        |        |        |  |
|  | Norio Kudo         | Norio Kudo         | 1                |                 |                 |                 |            |            |  |  |        |        |        |  |
|  | Naoki Miyamoto     | Naoki Miyamoto     | 0                |                 |                 |                 |            |            |  |  |        |        |        |  |
|  | Naoki Miyamoto     | Naoki Miyamoto     | 0                |                 | Norio Kudo      | Norio Kudo      | 1          |            |  |  |        |        |        |  |
|  |                    |                    |                  |                 | Norio Kudo      | Norio Kudo      | 1          |            |  |  |        |        |        |  |
|  |                    |                    | Shuchi Kubouchi  | Shuchi Kubouchi | 0               |                 |            |            |  |  |        |        |        |  |
|  | Kunio Kamimura     | Kunio Kamimura     | Shuchi Kubouchi  | Shuchi Kubouchi | 0               | 0               |            |            |  |  |        |        |        |  |
|  | Kunio Kamimura     | Kunio Kamimura     |                  |                 |                 |                 |            |            |  |  |        |        |        |  |
|  | Shuchi Kubouchi    | Shuchi Kubouchi    | 1                |                 |                 |                 |            |            |  |  |        |        |        |  |
|  | Shuchi Kubouchi    | Shuchi Kubouchi    | 1                |                 | Norio Kudo      | Norio Kudo      | 1          |            |  |  |        |        |        |  |
|  |                    |                    |                  |                 |                 |                 |            |            |  |  |        |        |        |  |
|  |                    |                    | Yuichi Sonoda    | Yuichi Sonoda   | 0               |                 |            |            |  |  |        |        |        |  |
|  | Masaki Takemiya    | Masaki Takemiya    | Yuichi Sonoda    | Yuichi Sonoda   | 0               | 1               |            |            |  |  |        |        |        |  |
|  | Masaki Takemiya    | Masaki Takemiya    |                  |                 |                 |                 |            |            |  |  |        |        |        |  |
|  | Ichigen Okubo      | Ichigen Okubo      | 0                |                 |                 |                 |            |            |  |  |        |        |        |  |
|  | Ichigen Okubo      | Ichigen Okubo      | 0                |                 | Masaki Takemiya | Masaki Takemiya | 0          |            |  |  |        |        |        |  |
|  |                    |                    |                  |                 | Masaki Takemiya | Masaki Takemiya | 0          |            |  |  |        |        |        |  |
|  |                    |                    | Yuichi Sonoda    | Yuichi Sonoda   | 1               |                 |            |            |  |  |        |        |        |  |
|  | Masamitsu Tsuchida | Masamitsu Tsuchida | Yuichi Sonoda    | Yuichi Sonoda   | 1               | 0               |            |            |  |  |        |        |        |  |
|  | Masamitsu Tsuchida | Masamitsu Tsuchida |                  |                 |                 |                 |            |            |  |  |        |        |        |  |
|  | Yuichi Sonoda      | Yuichi Sonoda      | 1                |                 |                 |                 |            |            |  |  |        |        |        |  |

|  | Quarti di finale | Quarti di finale | Quarti di finale |                 |                  | Semifinali       | Semifinali | Semifinali |  |  | Finale | Finale | Finale |  |
|  |                  |                  |                  |                 |                  |                  |            |            |  |  |        |        |        |  |
|  | Yutaka Shiraishi | Yutaka Shiraishi | 1                |                 |                  |                  |            |            |  |  |        |        |        |  |
|  | Yutaka Shiraishi | Yutaka Shiraishi | 1                |                 |                  |                  |            |            |  |  |        |        |        |  |
|  | Yasumasa Hane    | Yasumasa Hane    | 0                |                 |                  |                  |            |            |  |  |        |        |        |  |
|  | Yasumasa Hane    | Yasumasa Hane    | 0                |                 | Yutaka Shiraishi | Yutaka Shiraishi | 1          |            |  |  |        |        |        |  |
|  |                  |                  |                  |                 | Yutaka Shiraishi | Yutaka Shiraishi | 1          |            |  |  |        |        |        |  |
|  |                  |                  | Akinobu Tozawa   | Akinobu Tozawa  | 0                |                  |            |            |  |  |        |        |        |  |
|  | Akinobu Tozawa   | Akinobu Tozawa   | Akinobu Tozawa   | Akinobu Tozawa  | 0                | 1                |            |            |  |  |        |        |        |  |
|  | Akinobu Tozawa   | Akinobu Tozawa   |                  |                 |                  |                  |            |            |  |  |        |        |        |  |
|  | Yusuke Oeda      | Yusuke Oeda      | 0                |                 |                  |                  |            |            |  |  |        |        |        |  |
|  | Yusuke Oeda      | Yusuke Oeda      | 0                |                 | Yutaka Shiraishi | Yutaka Shiraishi | 1          |            |  |  |        |        |        |  |
|  |                  |                  |                  |                 |                  |                  |            |            |  |  |        |        |        |  |
|  |                  |                  | Toshiro Yamabe   | Toshiro Yamabe  | 0                |                  |            |            |  |  |        |        |        |  |
|  | Kōichi Kobayashi | Kōichi Kobayashi | Toshiro Yamabe   | Toshiro Yamabe  | 0                | 0                |            |            |  |  |        |        |        |  |
|  | Kōichi Kobayashi | Kōichi Kobayashi |                  |                 |                  |                  |            |            |  |  |        |        |        |  |
|  | Toshiro Yamabe   | Toshiro Yamabe   | 1                |                 |                  |                  |            |            |  |  |        |        |        |  |
|  | Toshiro Yamabe   | Toshiro Yamabe   | 1                |                 | Toshiro Yamabe   | Toshiro Yamabe   | 1          |            |  |  |        |        |        |  |
|  |                  |                  |                  |                 | Toshiro Yamabe   | Toshiro Yamabe   | 1          |            |  |  |        |        |        |  |
|  |                  |                  | Toshio Sekiyama  | Toshio Sekiyama | 0                |                  |            |            |  |  |        |        |        |  |
|  | Toshio Sekiyama  | Toshio Sekiyama  | Toshio Sekiyama  | Toshio Sekiyama | 0                | 1                |            |            |  |  |        |        |        |  |
|  | Toshio Sekiyama  | Toshio Sekiyama  |                  |                 |                  |                  |            |            |  |  |        |        |        |  |
|  | Shoji Sakakibara | Shoji Sakakibara | 0                |                 |                  |                  |            |            |  |  |        |        |        |  |

|  | Quarti di finale  | Quarti di finale  | Quarti di finale |             |                | Semifinali     | Semifinali | Semifinali |  |  | Finale | Finale | Finale |  |
|  |                   |                   |                  |             |                |                |            |            |  |  |        |        |        |  |
|  | Hosai Fujisawa    | Hosai Fujisawa    | 1                |             |                |                |            |            |  |  |        |        |        |  |
|  | Hosai Fujisawa    | Hosai Fujisawa    | 1                |             |                |                |            |            |  |  |        |        |        |  |
|  | Hideyuki Fujisawa | Hideyuki Fujisawa | 0                |             |                |                |            |            |  |  |        |        |        |  |
|  | Hideyuki Fujisawa | Hideyuki Fujisawa | 0                |             | Hosai Fujisawa | Hosai Fujisawa | 0          |            |  |  |        |        |        |  |
|  |                   |                   |                  |             | Hosai Fujisawa | Hosai Fujisawa | 0          |            |  |  |        |        |        |  |
|  |                   |                   | Kunio Ishii      | Kunio Ishii | 1              |                |            |            |  |  |        |        |        |  |
|  | Satoru Kobayashi  | Satoru Kobayashi  | Kunio Ishii      | Kunio Ishii | 1              | 0              |            |            |  |  |        |        |        |  |
|  | Satoru Kobayashi  | Satoru Kobayashi  |                  |             |                |                |            |            |  |  |        |        |        |  |
|  | Kunio Ishii       | Kunio Ishii       | 1                |             |                |                |            |            |  |  |        |        |        |  |
|  | Kunio Ishii       | Kunio Ishii       | 1                |             | Kunio Ishii    | Kunio Ishii    | 0          |            |  |  |        |        |        |  |
|  |                   |                   |                  |             |                |                |            |            |  |  |        |        |        |  |
|  |                   |                   | Cho Chikun       | Cho Chikun  | 1              |                |            |            |  |  |        |        |        |  |
|  | Tatsuaki Iwata    | Tatsuaki Iwata    | Cho Chikun       | Cho Chikun  | 1              | 1              |            |            |  |  |        |        |        |  |
|  | Tatsuaki Iwata    | Tatsuaki Iwata    |                  |             |                |                |            |            |  |  |        |        |        |  |
|  | Shoichi Takagi    | Shoichi Takagi    | 0                |             |                |                |            |            |  |  |        |        |        |  |
|  | Shoichi Takagi    | Shoichi Takagi    | 0                |             | Tatsuaki Iwata | Tatsuaki Iwata | 0          |            |  |  |        |        |        |  |
|  |                   |                   |                  |             | Tatsuaki Iwata | Tatsuaki Iwata | 0          |            |  |  |        |        |        |  |
|  |                   |                   | Cho Chikun       | Cho Chikun  | 1              |                |            |            |  |  |        |        |        |  |
|  | Cho Chikun        | Cho Chikun        | Cho Chikun       | Cho Chikun  | 1              | 1              |            |            |  |  |        |        |        |  |
|  | Cho Chikun        | Cho Chikun        |                  |             |                |                |            |            |  |  |        |        |        |  |
|  | Masao Sugiuchi    | Masao Sugiuchi    | 0                |             |                |                |            |            |  |  |        |        |        |  |

## Torneo
- W indica vittoria col bianco
- B indica vittoria col nero
- X indica la sconfitta
- +R indica che la partita si è conclusa per abbandono
- +N indica lo scarto dei punti a fine partita
- +F indica la vittoria per forfeit
- +? indica una vittoria con scarto sconosciuto
- V indica una vittoria in cui non si conosce scarto e colore del giocatore

| Giocatore        | H.O. | Y.I.  | E.S.  | M.K. | U.H. | T.K.   | N.K.  | Y.S.  | C.C.  | Risultato | Note                    |
| ---------------- | ---- | ----- | ----- | ---- | ---- | ------ | ----- | ----- | ----- | --------- | ----------------------- |
| Hideo Otake      | –    | B+2,5 | W+R   | X    | W+R  | B+6,5  | W+0,5 | B+R   | W+R   | 7-1       | Qualificato alla finale |
| Yoshio Ishida    | X    | –     | B+4,5 | X    | B+R  | X      | X     | W+R   | X     | 3-5       |                         |
| Eio Sakata       | X    | X     | –     | B+R  | X    | B+R    | W+4,5 | B+R   | W+R   | 5-3       |                         |
| Masao Katō       | W+R  | B+2,5 | X     | –    | B+R  | W+R    | B+R   | W+1,5 | B+2,5 | 7-1       |                         |
| Utaro Hashimoto  | X    | X     | B+4,5 | X    | –    | B+3,5  | W+1,5 | B+R   | X     | 4-4       |                         |
| Takeo Kajiwara   | X    | B+3,5 | X     | X    | X    | –      | X     | W+R   | X     | 2-6       | Retrocesso              |
| Norio Kudo       | X    | W+6,5 | X     | X    | X    | W+15,5 | –     | B+0,5 | X     | 3-5       | Retrocesso              |
| Yutaka Shiraishi | X    | X     | X     | X    | X    | X      | X     | –     | X     | 0-8       | Retrocesso              |
| Cho Chikun       | X    | W+2,5 | X     | X    | B+R  | W+R    | B+9,5 | W+3,5 | –     | 5-3       |                         |

## Finale
La finale è stata una sfida al meglio delle sette partite. 